# Listemus acuminatus
Listemus acuminatus is een keversoort uit de familie pilkevers (Byrrhidae). De wetenschappelijke naam van de soort is voor het eerst geldig gepubliceerd in 1852 door Mannerheim.